# Замула, Василий Никифорович
Василий Никифорович Замула (1909—2004) — советский и украинский государственный и партийный деятель, председатель Черниговского облисполкома (1963—1973). Депутат Верховного Совета Украинской ССР 5—8-го созывов. Член Ревизионной Комиссии КП Украины (1966—1976). Кандидат сельскохозяйственных наук.

## Биография
Выпускник агрономического факультета Белоцерковского сельскохозяйственного института (1935). После окончания института до 1936 работал агрономом Рыбницкого свёклосовхоза (Молдавская АССР).
В 1936—1941 — во Всесоюзном институте новых методов сева в Киеве.
Участник Великой Отечественной войны.В 1946 после демобилизации направлен на партийную работу: до 1950 — инструктор сельскохозяйственного отдела ЦК КП(б) Украины, затем в 1950—1954 — заведующий сельскохозяйственным отделом Измаильского областного комитета КП(б) — КП Украины, заведующий сельскохозяйственный отделом Черниговского областного комитета КП Украины.
С 1954 по июль 1955 назначен секретарём Черниговского областного комитета КП Украины, с 17.7.1955 до января 1963 — второй секретарь Черниговского облкома КП Украины.
С января 1963 работал председателем Исполнительного комитета Черниговского сельского областного Совета.
В декабре 1964 г., когда промышленные и сельские организации были вновь объединены стал председателем Черниговского облисполкома, работал на этой должности до апреля 1973 года.
Затем с 18 марта 1966 до 10 февраля дея 1976 — член Ревизионной комиссии КП Украины.
Избирался депутатом Верховного Совета Украинской ССР 6—8-го созывов.

## Награды
- Орден Красной Звезды (дважды 18.05.1943, 28.09.1945)
- Орден Ленина (02.1958)
- Орден Отечественной войны I степени (6.04.1985)
- медали СССР.